# Amphicallia
Genre
Amphicallia est un genre de lépidoptères (papillons) africains de la famille des Erebidae et de la sous-famille des Arctiinae.

## Liste des espèces
Selon FUNET Tree of Life (4 novembre 2020) :
- Amphicallia bellatrix (Dalman, 1823)
- Amphicallia kostlani Strand, 1911
- Amphicallia pactolicus (Butler, 1888)
- Amphicallia pratti (Kenrick, 1914)
- Amphicallia quagga Strand, 1909
- Amphicallia solai (Druce, 1907)
- Amphicallia thelwalli (Druce, 1882)